# Josip Drmić
Josip Drmić (født 8. august 1992 i Lachcen, Schweiz) er en schweizisk fodboldspiller (angriber). Han spiller for Borussia Mönchengladbach i den tyske Bundesliga.
Drmić startede sin seniorkarriere hos FC Zürich i den schweiziske liga, hvor han også spillede som ungdomsspiller. I 2013 skiftede han til FC Nürnberg i Tyskland. Efter stor succes i sit første år i klubben blev han i sommeren 2014 solgt videre til Bayer Leverkusen.

## Landshold
Drmić står (pr. april 2018) noteret for 27 kampe og ni scoringer for det schweiziske landshold, som han debuterede for 11. september 2012 i en VM-kvalifikationskamp mod Albanien. Den 6. marts 2014 scorede han for første gang for landsholdet, da han stod for begge schweiziske mål i en 2-2 venskabskamp mod Kroatien.
Drmić var en del af den schweiziske trup til VM i 2014 i Brasilien og VM i 2018 i Rusland.